# Ibanez Iceman

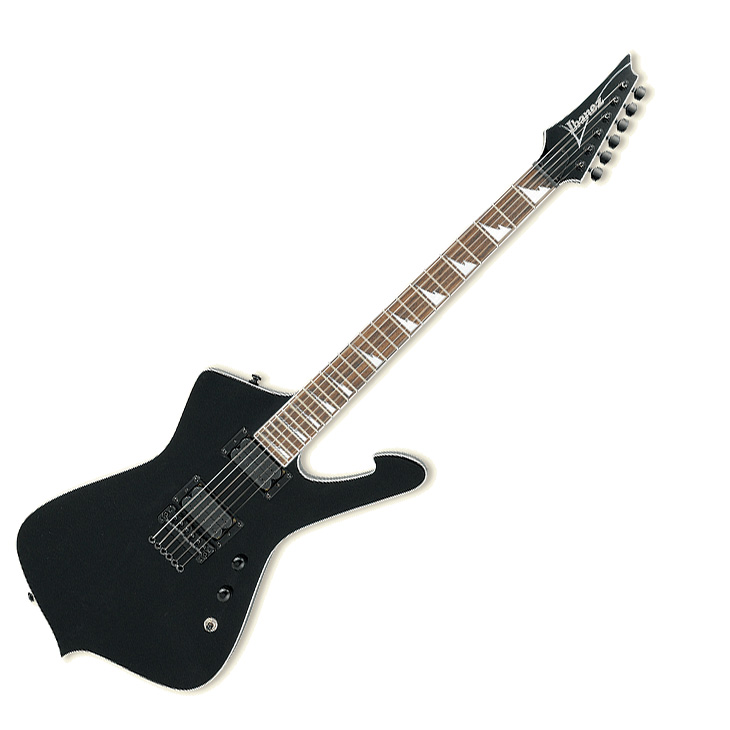
En Ibanez Iceman-gitarr.

Ibanez Iceman är en gitarrmodell tillverkad av Ibanez. Den har ett annorlunda utseende och används främst till heavy metal och hårdrock.
Bland musiker som har använt Ibanez Iceman kan nämnas Daron Malakian i bandet System of a Down, Paul Stanley i Kiss samt Chris Catalyst i The Sisters of Mercy.